# Streptanthus howellii
Streptanthus howellii är en korsblommig växtart som beskrevs av Sereno Watson. Streptanthus howellii ingår i släktet Streptanthus och familjen korsblommiga växter. Inga underarter finns listade i Catalogue of Life.